# Good to Go
Good to Go jest siedmioutworowym EP Jimmy Eat World, wydanym w 2002 roku, przez japońską wytwórnię zespołu.

## Lista utworów
1. The Middle (Acoustic)
2. Game Of Pricks (Guided By Voices cover) (BBC Evening Session)
3. The Most Beautiful Things
4. Cautioners (Wczesna Version)
5. Spangle (Wedding Present cover)
6. A Praise Chorus (Live)
7. Softer (Live)